# Bob Becking
Bob Becking (* 25. Mai 1951 als Bernhard Engelbert Jan Hendrik Becking in Geldrop-Mierlo) ist ein niederländischer Alttestamentler und Universitätsprofessor.

## Leben
Seine Schulzeit verbrachte Becking in Eindhoven. Von 1973 bis 1978 studierte er die Fächer evangelische Theologie und Semitische Sprachen an der Universität Utrecht. Er schloss 1977 das Doctoraalexamen Theologie (MSc) mit dem Hauptfach Altes Testament und den Nebenfächern Kirchengeschichte, Ethik und Semitistik ab. Nach dem kirchlichen Examen 1978 war er von 1978 bis 1979 Hilfsvikar in Amsterdam. Danach trat er eine Pfarrstelle in Broek in Waterland an. 1985 wurde er an der Universität Utrecht promoviert. Während dieser Zeit arbeitete er von 1973 bis 1978 als Lehrassistent für Hebräisch und Akkadisch an der Theologischen Fakultät. Von 1987 bis 1991 war er Dozent für Alttestamentliche Studien an der Universität Utrecht und von 1991 bis 2008 ordentlicher Professor für Alttestamentliche Studien an der Universität Utrecht. Seit 2008 ist er Senior Research Professor für Bibel, Religion und Identität.
Becking ist Mitherausgeber der niederländischen Kommentarreihe De Prediking van het Oude Testament. Von 2000 bis 2004 war er Geschäftsführer von INTEGON, dem Forschungsinstitut der Theologischen Fakultät der Universität Utrecht und der Katholisch-Theologischen Universität, und von 2009 bis 2010 Ko-Vorsitzender von INTEGON. Von 2003 bis 2005 war er geschäftsführender Direktor von NOSTER, der niederländischen Forschungsschule für Theologie und Religion.

## Schriften (Auswahl)
- Becking, B. E. J. H. (2020). Identity in Persian Egypt: The Fate of the Yehudite Community of Elephantine. Eisenbrauns.
- Becking, B. E. J. H. (2018). Ezra - Nehemiah. (Historical Commentary on the Old Testament). Peeters.
- Becking, B. E. J. H. (2017). Ezra Nehemia. (de Prediking van het Oude Testament). J.H. Kok.
- Becking, B. E. J. H. (2015). Zonder monsters gaat het niet: Een geschiedenis van de Leviathan. Skandalon.
- Becking, B. E. J. H. (2013). Reflections on the Silence of God: A Discussion with Marjo Korpel and Johannes de Moor. (OTS ed.) Brill.
- Becking, B. E. J. H. (2012). J.J.P. Valeton jr. als mens en theoloog: Studies over een ethisch theoloog bij zijn 100e sterfdag. (MTCVS ed.) Faculteit Geesteswetenschappen UU.
- Becking, B. E. J. H., & Grabbe, C. (2011). History of Israel between Evidence and Ideology. (Oudtestamentische Studiën ed.) E.J. Brill.
- Becking, B. E. J. H. (2011). Ezra, Nehemiah, and the Construction of Early Jewish Identity. (Forschungen zum Alten Testament ed.) Mohr Siebeck.
- Becking, B. E. J. H., & Hennecke, S. A. U. (2011). Out of Paradise: Eve and Adam and their Interpreters. (Hebrew Bible Monographs ed.) Sheffield Phoenix Press.
- Becking, B. E. J. H. (2011). Orthodoxy, Liberalism, and Adaptation: Essays on Ways of Worldmaking in Times of Change from Biblical, Historical and Systematic Perspectives. (Studies in Theology and Religion ed.) E.J. Brill.
- Becking, B. E. J. H. (2010). Once in a Garden: Some Remarks on the construction of the Identity of Woman and Man in Genesis 2-3. In Out of paradise: Eve and Adam and Their Interpreters Sheffield Phoenix Press.
- Becking, B. E. J. H. (2010). The Exile From a Bird’s Eye View. The Bible and interpretation.
- Becking, B. E. J. H., & Hennecke, S. A. U. (2010). Out of paradise: Eve and Adam and their interpreters. Sheffield Phoenix Press.
- Becking, B. E. J. H., & Wetter, A. M. (2010). From Babylon to Eternity: the Exile Remembered and Constructed in Text and Tradition. Equinox.
- Becking, B. E. J. H., & Human, D. J. (2009). Exile and Suffering: A Selection of Papers Read at the 50th Anniversary of the Old Testament Society of South Africa. Brill.
- Becking, B. E. J. H., & Merz, A. B. (2008). Verhaal als Identiteits-Code: Opstellen aangeboden aan Geert van Oyen bij zijn afscheid van de Universiteit Utrecht. (Utrechtse theologische reeks; Vol. 60). Universiteit Utrecht.
- Becking, B. E. J. H. (2007). From David to Gedaliah: the Book of Kings as Story and History. (Orbis Biblicus et Orientalis ed.) Vandenhoeck & Ruprecht.
- Becking, B. E. J. H., & Rouwhorst, G. A. M. (2006). Religies in Interactie: Jodendom en Christendom in de Oudheid. (Utrechste Studies ed.) Meinema.
- Becking, B. E. J. H., Dijkstra, M., Korpel, M. C. A., & Vriezen, K. J. H. (2001). Only One God? Monotheism in Ancient Israel and the Veneration of the Goddess Asherah. (the Biblical Seminar ed.) Sheffiel academic Press.
- Becking, B. E. J. H., & Korpel, M. C. A. (1999). The Crisis of the Israelite Religion: Trans-formation of Religious Traditions in Exilic and Post-Exilic Times. (Oud Testamentische Studiën ed.) Brill.